# Dia de Reis

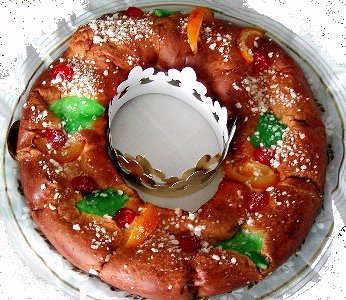
Tortell de reis

El dia dels Reis (o Reis) és una festa tradicional d'origen catòlic que se celebra el matí després de la nit de Reis, és a dir el 6 de gener al matí. És un dia festiu a Espanya, Itàlia i altres països, cosa que permet preparar el darrer dinar familiar des de les festes de Nadal, acabar els torrons, neules i dolços i enllestir l'àpat amb el tradicional tortell de reis —que varia de forma i recepta segons la regió– o la casca.
En altres països no és un dia festiu, així la festivitat de l'epifania es trasllada al primer diumenge després del 6 de gener. És el cas de França, per exemple, on la festa consisteix només en l'àpat acabat amb un pastís (Galette des Rois), que consisteix en pasta fullada farcida de massapà o, en alguns indrets d'Occitània, un tortell molt semblant al dels Països Catalans, Portugal, etcètera.

## Celebració i tradició

### Territoris de parla catalana

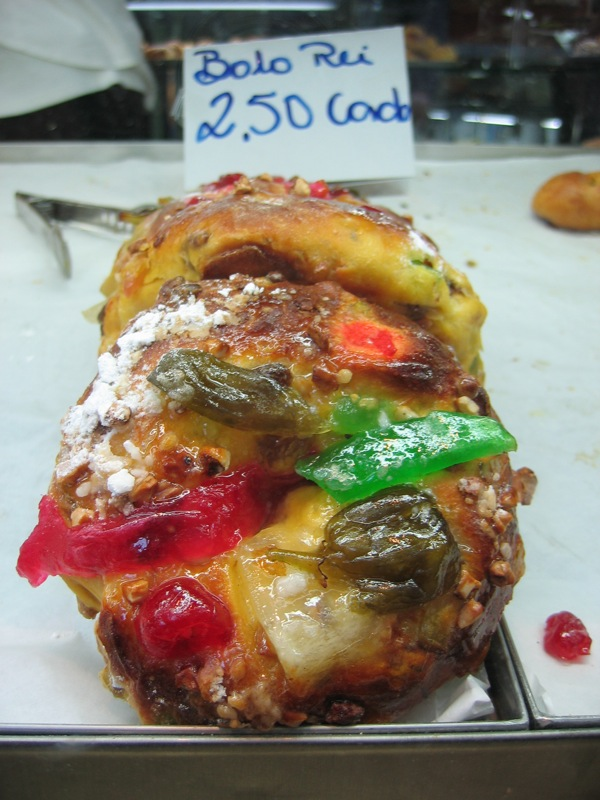
Bolo-rei

Aquest dia molts dels nens que celebren la festivitat comproven que els camells dels Reis d'Orient han begut l'aigua que els havien deixat, que els reis han tastat el torrons i les neules i que els han deixat algun regal, o en el cas pitjor, si s'han portat malament, carbó de sucre. Posteriorment també és típic que els nens visitin les cases dels diferents familiars per a rebre els regals que els reis els han deixat.
Durant el dia de reis també sol celebrar-se l'últim àpat de les festes nadalenques, amb el tortell de reis com a protagonista. Al tortell s'hi solen posar una figureta i una fava seca. La tradició mana que qui troba la fava haurà de pagar el tortell l'any vinent, mentre que qui troba la figureta del rei serà coronat.

### Lusofonia i Galícia
Als països lusòfons, així com a Galícia, es menja el bolo-Rei o el bolo de Reis (pastís de Reis). En aquest pastís s'hi sol introduir també una fava i qui la trobi haurà de comprar el pastís l'any següent. Malgrat que la recepta és originària de França (amb orígens romans), el pastís sol menjar-se des del dia de Nadal fins al dia de Reis, i aquest és l'últim dia que es menja.

Malgrat que a Portugal antigament era un dia festiu en el qual se celebrava l'últim àpat de les festes de Nadal, actualment és un dia laborable. Antigament durant la nit del dia 5 al 6 se solien cantar les janeiras (del portuguès janeiro -gener-), unes cançons que cantaven mentre es desplaçaven pels carrers de la ciutat, però actualment només són cantades per alguns grups, anomenats cavaquinhos, a l'interior de locals. A Portugal, el menú típic consistia en bacallà amb patates i el bolo-rei. El dia de reis és l'últim de les festes i ´també l'últim en què encara hi ha decoració de Nadal als pobles i ciutats.

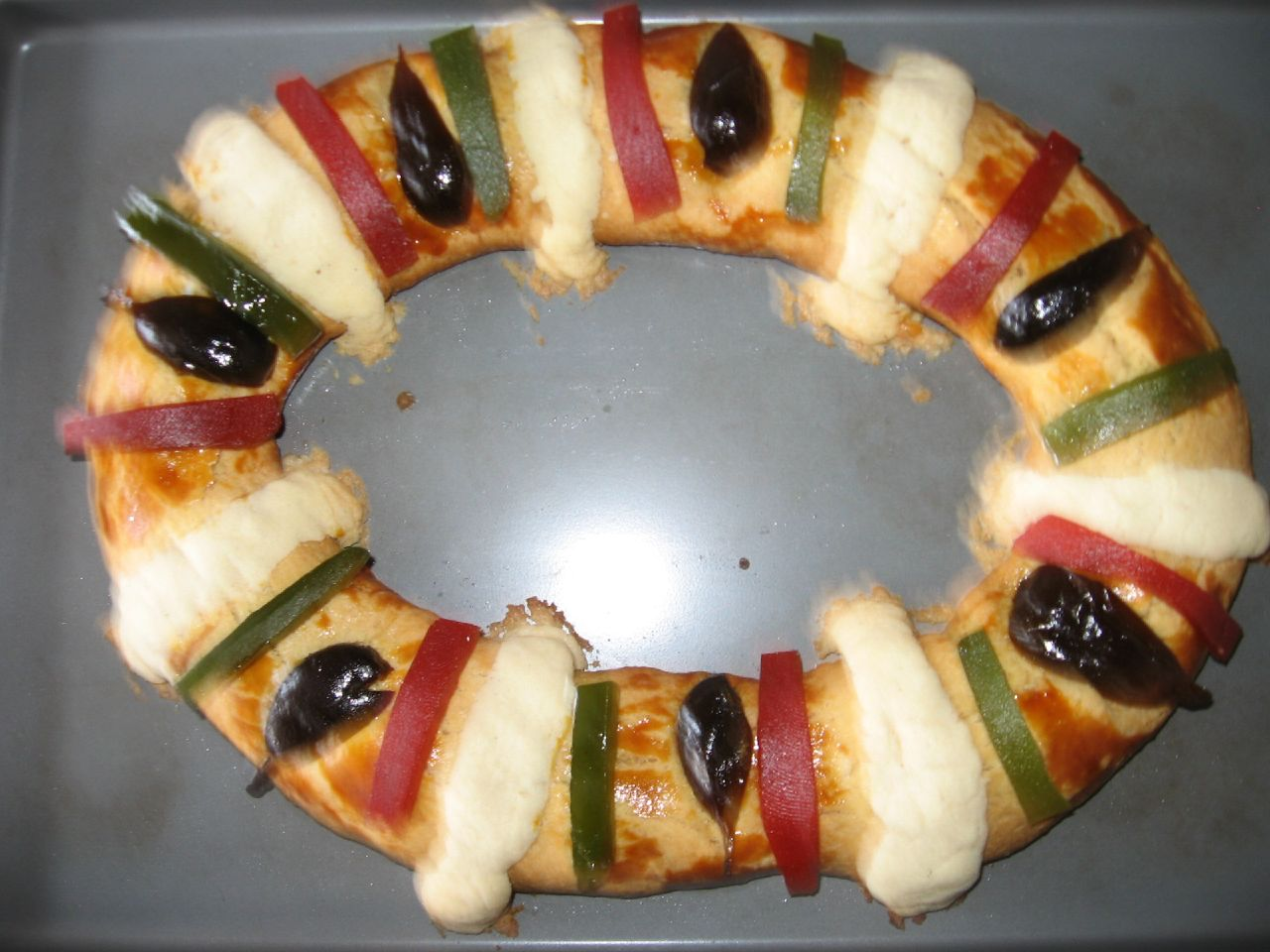
Rosca de Reyes (Mèxic).

Al Brasil se celebra amb dolços i menjars típics de les diferents regions. També hi ha diversos festivals on actuen les Companhias de Reis, uns grups de músics i ballarins que canten música nadalenca.

### Espanya i Hispanoamèrica
La tradició de que els Reis deixin regals a les cases és seguida a Espanya i altres països de l'Amèrica Llatina com ara Mèxic, República Dominicana, Veneçuela o l'Argentina. A Itàlia, la bruixa Befana també reparteix regals volant amb l'escombra. Al Perú la tradició dels regals s'ha perdut i actualment es realitza la Bajada de Reyes (Baixada de Reis) durant la qual la família es reuneix per a desmuntar el pessebre de casa seva. A Cuba la festivitat es coneix com a Pascua de los Negros (Pasqua dels Negres), ja que durant la colonització espanyola el dia 6 de gener es donava descans als esclaus que sortien als carrers a ballar amb els seus tambors. A Xile, malgrat que no es realitza cap activitat especial, el dia també es denomina Pasqua dels Negres pel mateix motiu que a Cuba.
A Espanya, Mèxic i Colòmbia també es consumeix el Roscón de Reyes o Rosca de reyes (Tortell de Reis). A Mèxic s'amaguen figuretes de plàstic del nen Jesús dins del tortell i a qui li toqui haurà de portar el tamales el dia de la Candelera (2 de febrer).

### Altres indrets
A Islàndia el dia 6 de gener se celebra la fi del Nadal ballant i sortint als carrers amb atxes i focs artificials que també commemoren les antigues històries mitològiques. A Grècia i Bulgària la tradició és banyar-se, que és com commemoren els cristians ortodoxos el bateig de Jesús.
A França i Bèlgica històricament també es consumia el Galette des Rois (francès) o Koningentaart (flamenc), fet a base de pasta de full i farciment d'ametlla, al qual s'introduïa una fava al seu interior; la persona que la trobava es convertia en rei o reina durant el dia. Es creu que a partir d'aquesta tradició es varen començar a consumir la resta de tortells de reis rodons. Aquesta tradició també es va exportar al Quebec durant la colonització francesa; allà es perfuma el tortell amb pell de llimona o taronja i s'hi introdueixen objectes embolicats com ara monedes. A Lousiana passà un fet similar al del Quebec, però allà els tortells es decoren amb els colors del carnaval.

En molts indrets, sobretot anglosaxons se celebra la que es coneix com a Twelve Night (la dotzena nit) que commemora la dotzena nit des del Nadal (és a dir la nit entre el 5 i el 6 de gener). Durant aquesta festivitat es canten nadales, es va a missa, es guarneixen les portes amb garlandes o es beneeixen les llars. També es realitza el wassailing, que és quan la gent va porta per porta oferint wassail (una mena de sidra amb espècies) a canvi de regals; aquesta pràctica ha estat desplaçada per les cantades de cançons porta a porta. A Escòcia també es menja el black bun, un pastís fet a base de panses, grosella, ametlles, pela de cítrics, pebre vermell, gingebre i canyella.

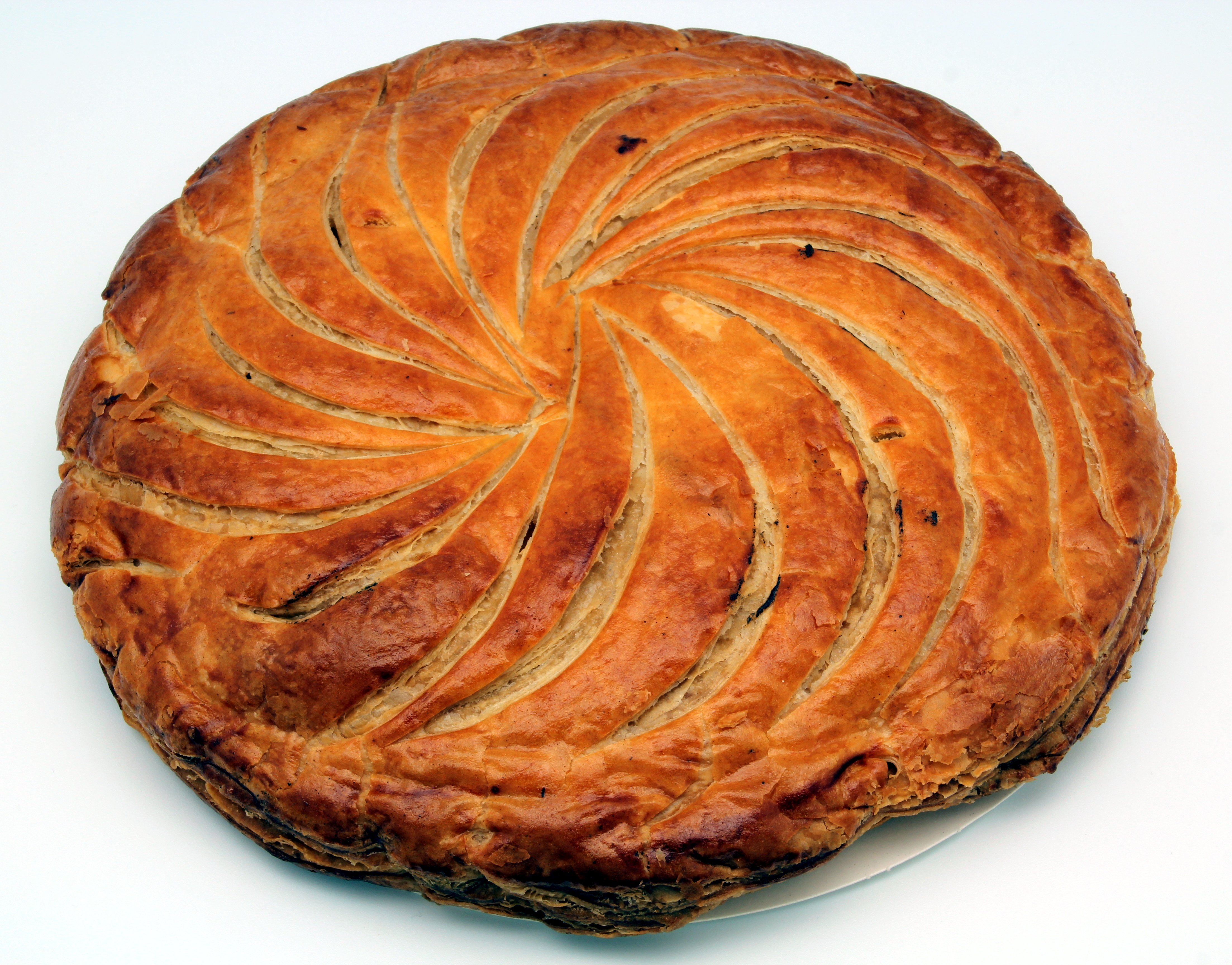
Galette des Rois (França).
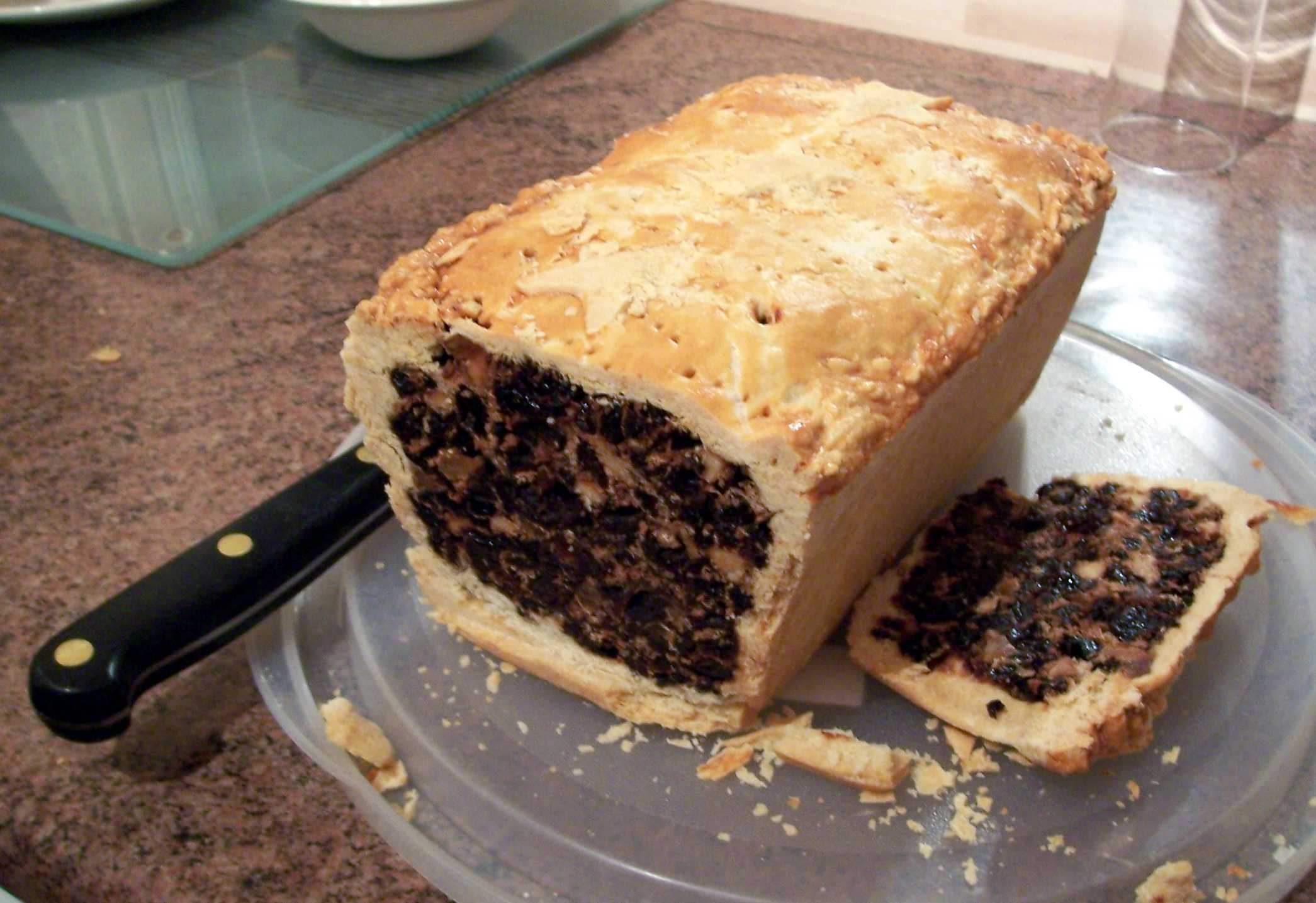
Black bun (Escòcia).
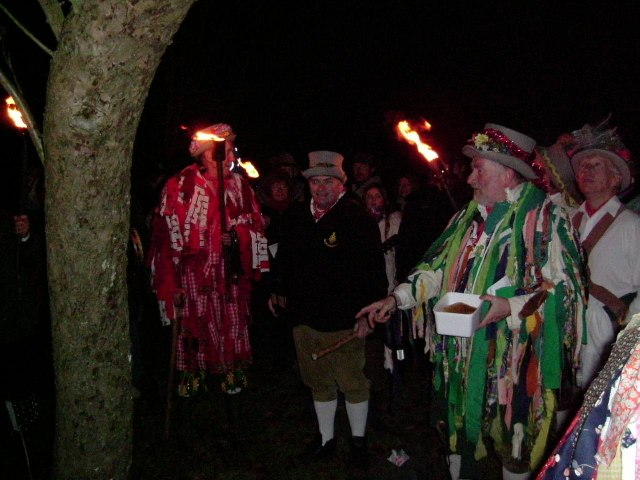
Escampant wassail entre els pomers per a assegurar una bona collita (West Sussex).
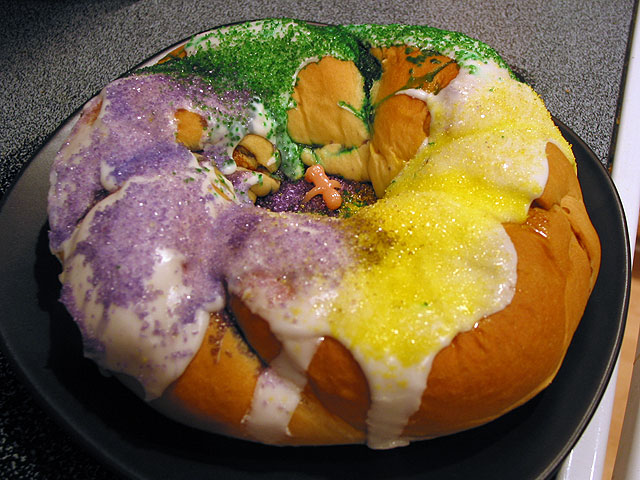
King Cake de Louisiana.